# Jenő Fock
Jenő Fock (16. května 1916, Budapešť – 22. května 2001, Budapešť) byl maďarský komunistický politik a předseda Rady ministrů Maďarské lidové republiky v letech 1967 – 1975.

## Politická kariéra
Dne 14. dubna 1967 převzal funkci předsedy Rady ministrů Maďarské lidové republiky. Jeho předchůdce byl Gyula Kállai. V úřadu byl dlouhých osm let, až do 15. května 1975. Je tak druhým nejdéle úřadujícím premiérem MLR. Jeho nástupcem se stal György Lázár.

## Dílo
- A szocializmus építésének gazdaságpolitikája (Kossuth, Bp., 1973)